# Colline Kaamachistaawaasaakaaw
Colline Kaamachistaawaasaakaaw är en kulle i Kanada.   Den ligger i provinsen Québec, i den östra delen av landet, 1 200 km norr om huvudstaden Ottawa. Toppen på Colline Kaamachistaawaasaakaaw är 303 meter över havet, eller 106 meter över den omgivande terrängen. Bredden vid basen är 4,2 km.
Terrängen runt Colline Kaamachistaawaasaakaaw är platt åt nordväst, men åt sydost är den kuperad. Havet är nära Colline Kaamachistaawaasaakaaw åt sydväst. Trakten runt Colline Kaamachistaawaasaakaaw är nära nog obefolkad, med mindre än två invånare per kvadratkilometer.. Det finns inga samhällen i närheten.